# Pandemijski zamor
Pandemijski zamor je stanje istrošenosti preporučenim merama predostrožnosti i ograničenjima koja se odnose na pandemiju, često zbog dužine ograničenja i nedostatka aktivnosti kojima se čovek bavi, što rezultira dosadom, depresijom i drugim problemima, što dovodi do jednog da napusti ove mere predostrožnosti i rizikuje svoje zdravlje. Pandemijski zamor može biti odgovoran za veći broj slučajeva zaražavanja.

## Uticaji
Društvene norme mogu uticati na zamor od pandemije.
Političko nepoverenje može uticati i na umor od pandemije. „Zamor od krize“ ideja je koja je postala imuna na upozorenja političara i nepoverljiva prema njihovim tvrdnjama. Javnost je bila izložena nekoliko kriza u protekle dve decenije, uključujući SARS 2003. godine, ptičji grip 2005. godine, svinjski grip 2009. godine, MERS 2012. godine, ebola 2014. godine i trenutno COVID-19 2020. - 2020. Zbog ovoga je nekim ljudima teško da veruju političkim zvaničnicima i njihovim sugestijama kako da se leče i upravljaju COVID-19.
S obzirom na to da su mnoge zemlje povećale broj novih slučajeva varijanti SARS-CoV-2, na snazi je više talasa zaključavanja. Zemlje poput Velike Britanije vraćene su u blokadu COVID-19 i zbog toga su mnogi građani tamo bili u ovom stanju umora i iscrpljenosti. Studije pokazuju da je ljudima teže da ostanu pozitivni, a 60% građana u Velikoj Britaniji kaže da im je teže da ostanu pozitivni svakodnevno u poređenju sa pre pandemije.
Jedan od glavnih načina za rešavanje pandemijskog zamora je ograničavanje vremena ko ljudi provode na uređajima. Džastin Ros, psiholog koji proučava efekte umora od pandemije, navodi da Doomscrolling ili namerno prilagođavanje negativnim pričama na TV-u ili na društvenim mrežama podstiče povećanu strepnju, nesigurnost, anksioznost i umor.“ Još jedna metoda koju je on utvrdio da je vrlo korisno u njegovim studijama bio aktivan. "Ako kretanje učinite prioritetom, naći ćete način da se to dogodi. Davanje vremena vežbanju i meditaciji stavljanjem u svoj raspored i zaštitom tog vremena doneće ogromnu razliku u vašem mentalnom zdravlju". Drugi oblici suočavanja uključuju meditaciju i pronalaženje vremena za razmišljanje.

## COVID-19 pandemija
Umor od COVID-a je zamor zbog mera predostrožnosti i pretnje od COVID-19. Anksioznost zbog pretnje gubitkom ekonomske sigurnosti i zaraze bolešću igra ulogu u osećaju umora kod ljudi. Umor od COVID-a uzrokovao je da ljudi ne slede smernice predostrožnosti, povećavajući rizik od zaraze virusom. Mnogi ljudi su umorni od zaključavanja i nemaju normalnu rutinu. Viši nivoi upotrebe alkohola i droga takođe doprinose osećaju umora.
Kako su zaključavanja ukinuta u mnogim delovima sveta, mnogi ljudi su počeli da ignorišu naređenja da ostanu kod kuće. Ljudi su odlazili u barove i restorane, što je na kraju dovelo do bržeg širenja bolesti.